# Compagnie internationale pour l'informatique
Pour les articles homonymes, voir CII.
La Compagnie internationale pour l'informatique (CII) est une société privée française créée en décembre 1966 par la fusion en janvier 1967 de trois autres, pour répondre aux objectifs du plan Calcul, lancé au début du second mandat du général de Gaulle : la Société d'électronique et d'automatisme (SEA), filiale de Schneider-Westinghouse, la Compagnie européenne d'automatisme électronique (CAE), filiale commune de la CGE et de CSF. La Société européenne de traitement de l'information (SETI), créée en 1961 par Jean Gaudfernau, qui avait quitté en 1959 la SEA, est également associée.
Ces trois sociétés doivent répondre depuis 1964 à une demande accrue de matériel performant en provenance deux deux grands clients, l'armée et EDF. La CII est dès les années qui suivent la fusion un partenaire de deux sociétés américaines en forte expansion, Control Data et Scientific Data Systems, mais aussi de la britannique International Computers Limited, elle-même née de la fusion de trois constructeurs anglais entre 1965 et 1968, rejointe par le néerlandais Philips et l'Allemand Siemens avec qui la CII annonce au début de 1972 la création du consortium européen Unidata, « l'Airbus de l'informatique ».
Impliquée à partir de 1970 dans la préparation du réseau Cyclades, puis absorbée par Honeywell-Bull en 1975 à la suite d'une décision contestée du président Valéry Giscard d'Estaing, la CII devint partie de CII Honeywell-Bull, ensuite rebaptisé Bull en 1982.

## Histoire de la CII

### Le contexte à la création

#### Contexte commercial
La CII a une double mission : l'informatique scientifique et l'informatique de gestion, deux domaines parfois très divergents, alors tous deux dominés par deux grands constructeurs d'ordinateurs :
- Control Data, créée par Seymour Cray, produit à partir de 1964 le supercalculateur Control Data 6600, qui affiche une puissance révolutionnaire[évasif] pour l'époque : neuf à dix millions d'instructions par seconde[1]. Mais il coûte 8 millions de dollars l'unité, faute de concurrents[2]. À Wall Street, l'action Control Data a été multipliée par 120 en trois ans[3].

- Le géant mondial de l'informatique IBM qui se désintéresse cependant des supercalculateurs. Il préfère accroître encore son emprise sur l'informatique de gestion. Son grand système IBM 360 accroît sa part du marché mondial à partir de 1966. Le prédécesseur, l'IBM 1401, a déjà préparé le terrain. En France, par exemple, il a dominé l'ordinateur Gamma 60 de Bull, pénalisé par des retards dans le développement du système d'exploitation[4], c'est l'Affaire Bull[5]. Ployant sous une dette multipliée par six au début des années 1960[6], Bull affiche 205,7 millions de francs de pertes en deux ans[7] en 1964 et alignera au total six années de pertes[6]. Le premier constructeur français et européen, exsangue, n'a plus les moyens d'investir.

Face à IBM, à Bull-GE et à Control Data, l'État français cherche à développer une capacité technologique française. En complément, il crée l'INRIA et le Comité de recherche en informatique, qui ont pour vocation, entre autres, d'aider la CII sur le plan de la recherche.

#### Contexte militaire et nucléaire
Dans le domaine militaire, la CII doit livrer des calculateurs pour le char Pluton, qui sera livré en 1974, et le sous-marin nucléaire français, Le Redoutable, qui sera livré en 1971. L'État fixe à la CII un calendrier de livraison de deux ordinateurs militaires. En 1969, lorsque la France quitte le commandement militaire de l'OTAN, celui-ci cède à la CII ses bâtiments de Louveciennes, dans les Yvelines.
Le gouvernement souhaite aussi accélérer le programme nucléaire français : six réacteurs EDF sont mis en service de 1966 à 1971, date à laquelle le nucléaire fournira 5 % de l'électricité en France. Comme ils produisent en continu, nuit et jour, indépendamment des variations dans la demande d'électricité, ces nouveaux réacteurs bouleversent les équilibres du Réseau de transport d'électricité, ce qui nécessite des calculs décentralisés et centralisés à la fois, en temps-réel, dans tout le réseau électrique. La CII y trouvera son marché le plus stimulant[évasif], dans le domaine de l'informatique distribuée, avec le Mitra 15 et ses fonctionnalités réseau. Les banques, la SNCF, Air France, la SITA, sont aussi en phase d'équipement. Les PTT choisissent des ordinateurs de marques diverses.
En décembre 1964, le quotidien Washington Post révèle que le gouvernement américain a, dès le printemps 1963, et à la demande du Pentagone, écarté une commande de Control Data 6600 par le Commissariat à l'énergie atomique français, jugée non-conforme aux clauses du Traité de Moscou contre la dissémination des armes nucléaires dans le monde.
Le CEA a des gros ordinateurs IBM, mais moins intéressants et rapides que les machines de Control Data. Les scientifiques s'attendent à de nouveaux progrès importants dans la conception des supercalculateurs.

#### Contexte actionnarial et financier
La CII, société privée, a pour actionnaire des industriels privés. En échange de ses subventions, l'État exige qu'ils fusionnent leurs filiales, des petites sociétés françaises, aux produits parfois concurrents, qui ont pour client l'État:
- la Compagnie européenne d'automatisme électronique (CAE), filiale commune de la CGE et de CSF, qui a une licence SDS. Elle s'était alliée en 1960 avec Intertechnique et TRW pour fonder la CAE, et passa en 1964 un accord avec la CGE et Intertechnique pour créer la CITEC (Compagnie pour l'Informatique et les Techniques Électroniques de Contrôle), holding qui chapeaute diverses filiales impliquées dans les automatismes[10]. Dès 1963, le gouvernement, désireux  de constituer un pôle français de l'informatique, fit appel à la CSF, finalement amenée à se désengager au profit de l'américain General Electric[10] et la CSF sortira ternie de l'affaire;

- la Société d'électronique et d'automatisme (SEA), filiale de Schneider-Westinghouse.

Les grands actionnaires de ces petites sociétés sont réticents au projet CII : 
- Les projets de la CII dans l'informatique distribuée et les réseaux concurrencent les propres produits de son actionnaire, la Compagnie générale d'électricité, dans le domaine des télécommunications, vendus à l'administration des PTT avec des marges bénéficiaires élevées. La Compagnie générale d'électricité exige que la CII soit rentable dès ses premières années, malgré les gros développements nécessaires en informatique de calcul.

- Thomson-CSF, l'une des vingt premières entreprises françaises, souhaite imposer à la CII les composants, pas toujours adaptés, de sa filiale Sescosem, créée en 1969 par fusion de SESCO (filiale de CSF, déficitaire) et COSEM (filiale de Thomson, positionnée sur le bas de gamme). La CSF a annoncé de lourdes pertes en avril 1967 et fusionné quatre mois après avec Thomson.

#### Contexte technologique
La CII a été créée au moment d'un bond technologique, celui du recours aux circuits intégrés. Mais elle aura souvent du mal à se fournir aux prix et qualités espérés, faute de fournisseurs français assez disponibles. Ses premiers ordinateurs comportent 90 % de circuits intégrés américains, en particulier ceux de Texas Instruments. En 1972, un « plan électronique professionnelle » vise à moderniser les usines françaises de semi-conducteurs. Trop tardif, il met du temps à porter ses fruits : taux de couverture des besoins nationaux de 117,6 % seulement en 1979 contre 98,5 % en 1970".
La CII est créée aussi en raison d'un émiettement des investissements technologiques, en particulier chez les fournisseurs d'EDF et de l'armée ou d'autres services publics. La nébuleuse des fournisseurs s'était développée dans les années 1960,  pour bénéficier de la demande d'automatisation industrielle au-delà d'EDF. Parmi eux :
- la Société d'électronique et d'automatisme (SEA), pionnière en France, travaille « essentiellement sur commandes des services techniques des Armées, d’EDF et du CNET », adossée à Schneider et Jeumont-Schneider.
- Vers 1956, EDF recherchant des calculateurs peu encombrants, Intertechnique, équipementier Dassault, se diversifie vers le nucléaires et gagne l'appel d'offre avec le RW 300 et Jean Auricoste, venu de la SEA,
- En octobre 1960[12] la même Intertechnique fonde la Compagnie européenne d'automatisme électronique (CAE), « dans le cadre du Marché commun européen »[12], avec la CSF et le groupe de défense américain Thompson Ramo Wooldridge, pour « assurer la direction et le contrôle des deux réacteurs nucléaires » qu'EDF bâtit à Chinon[12], et de ceux de la centrale thermique de Saint-Ouen[12], alors que « d'autres débouchés » se « dessinent »[12], en particulier dans la sidérurgie et les réseaux de transport d'énergie[12]. Puis la CAE assemble en France pour la gestion du dispatching d'EDF le RW 530[13] et assure « la surveillance des ruptures de gaine » dans les réacteurs EDF.
- en juillet 1961 est lancé la SETI, contrôlée à 50 % par la Compagnie des compteurs (CDC) et à 25% le constructeur américain Packard Bell, dirigée par Jean Gaudfernau, qui a quitté en 1959 la SEA. La CDC aborde ainsi elle aussi l'Automatisation industrielle, à l'occasion de contrats EDF et nucléaires[13].
- en mars 1962, la CIT présente le CITAC 210 B, « calculateur numérique universel »[14].
- Dès juin 1962, Jeumont-Schneider fonde la CERCI, pour les systèmes en temps réel, en application de l'accord de la SEA en 1959 pour réaliser une unité de production du CAB 500 dans l'usine Jeumont-Schneider de Puteaux[15]. Elle « va grossir jusqu'en 1967 », quand lui est confié tout le process control de Jeumont-Schneider, vendu aussi sous licence Westinghouse[13]. Ses automates numériques réduisent le nombre de liaisons fil à fil grâce au partenaire Sintra, société de radars créée en 1948 avec du personnel du Laboratoire radioélectrique[13] et le financier d'origine grecque Heraclios Fyssenzidis[13], qui s'est suicidé en 1967, entrainant la dispersion de ses cadres[13].
- 1963: EDF confie un groupe de recherche opérationnelle à Jean-Claude Arinal (IDN 1961 et docteur en mathématiques appliquées)[16],[17];
- en 1965, Alcatel lance son 2412, calculateur industriel à logiciel dédié et circuits issus des travaux pour EDF[13], mais rapidement abandonné en raison d'un accord avec la CII[13], qui en échange laisse à Alcatel les mains libres en matière de machines-outils à commande numérique (1500 vendues en France, et 2000 en URSS)[13]. Mais en 1970, Ambroise Roux, patron de la CGE, souhaitera recentrer Alcatel « sur les techniques de l'automatisme, et surtout du téléphone » en la fusionnant avec la CIT[13].s'autocontrôle, en permanence", pour les installations industrielles les plus diverses : « centrales électriques, laminoirs, hauts fourneaux, unités de raffinage ». Chez EDF, il doit assurer « le contrôle de la température régnant dans les canaux des réacteurs »[14].
- Dès juin 1962, Jeumont-Schneider fonde Création de la CERCI, pour les systèmes en temps réel, qui « va grossir jusqu'en 1967 », quand lui est confié tout le process control de Jeumont-Schneider, vendu aussi sous licence Westinghouse[13]. Ses automates numériques réduisent le nombre de liaisons fil à fil grâce au partenaire Sintra, société de radars créée en 1948 avec du personnel du Laboratoire radioélectrique[13] et le financier d'origine grecque Heraclios Fyssenzidis[13], qui s'est suicidé en 1967, entrainant la dispersion de ses cadres[13].
- 1963: EDF confie un groupe de recherche opérationnelle à Jean-Claude Arinal (IDN 1961 et docteur en mathématiques appliquées)[16],[17] puis prend en 1965, via Marcel Boiteux, la tête du groupe de réflexion sur l'informatique;
- en 1965, Alcatel lance son 2412, calculateur industriel à logiciel dédié et circuits issus des travaux pour EDF[13], mais rapidement abandonné en raison d'un accord avec la CII[13], qui en échange laisse à Alcatel les mains libres en matière de machines-outils à commande numérique (1500 vendues en France, et 2000 en URSS)[13]. Mais en 1970, Ambroise Roux, patron de la CGE, souhaitera recentrer Alcatel « sur les techniques de l'automatisme, et surtout du téléphone » en la fusionnant avec la CIT[13].

### Les débuts de la CII
Entre 1962 et 1967, le quasi-monopole d'IBM s'est érodé : sa part de marché mondiale passant de 80% à 50%. Trois nouveaux acteurs plus innovant dans l'informatique de calcul en ont 27,5% en 1967: Rand, NCR, et surtout Control Data de l'Américain Seymour Cray, qui a révolutionné la puissance de calcul.
Elaboré très vite en 1966, le Plan Calcul voit la création d'un Institut national de recherche en informatique et en automatique (IRIA), futur  Inria et trois sociétés, l'une pour les périphériques, l'autre pour les composants électroniques, par fusion des filiales de Thomson et de CSF et la troisièmé, la CII, par la fusion imposée par l'État à trois de ses fournisseurs privés. En plus des conflits résultant de cette fusion, la CII ne peut compter sur des sociétés de service capables d'écrire un logiciel de système, qui n'existent pas encore, ni sur les universités, qui ne forment presque pas encore d'informaticiens. Des certificats de programmation sont mis en place dans les écoles d'ingénieurs.
La CII récupère les ordinateurs utilisés par ses actionnaires, développés en Californie par l'américain Scientific Data Systems (SDS), encore à technologie DTL dépassée, que la CII remplace par le TTL dans les nouvelles versions de l'Iris 80 à l'occasion d'un contrat spécial du CNET, avec le CS 40, une version TTL de l'Iris 80, mais non compatible à cause de contraintes édictées par les PTT.
Un premier gros ordinateur, appelé « l'Iris 50 en bois », avait été présenté dès le salon de l’informatique Sicob de septembre 1968. C'est encore une maquette d’exposition, équipée de périphériques d’origine américaine. D'abord en partenariat avec le californien SDS puis seule, la CII développe ensuite les premiers ordinateurs commerciaux en circuits intégrés d’Europe(séries Iris, Mitra et Unidata).
Pour financer la croissance très rapide des ventes et des effectifs dans l'informatique de calcul, il faut rechercher plus de clients privés dans l'informatique de gestion, moins ambitieuse mais qui rapporte immédiatement, voire les favoriser outrancièrement, au prix de la réputation de l'entreprise. En 1969 par exemple, la CII est venue à l'IRIA, son voisin à Roquencourt, enlever un bloc mémoire de l'Iris 50, afin de le donner à un client privé en difficulté.	
Conçu par la CII en 1971 par une équipe dirigée par Alice Recoque,, pour la commande de procédés industriels, le Mitra 15 fut ainsi également utilisé comme  nœud de Cyclades (réseau), et comme « frontal » dialoguant avec l’ordinateur central Iris 80 , en combinant sa puissance de calcul, inspirée par l'américain Seymour Cray et sa société Control Data, à une décentralisation des ressources.
Deux modèles (Mitra 15-20 et Mitra 15-30) furent livrés à partir de 1972, suivis du Mitra 15 et du Mitra 125, avec des capacités d’adressage étendues.
Les ordinateurs Mitra 15 furent fabriqués à partir de 1971 à l'usine de Toulouse, dirigée par Michel Chaussedoux qui chapeautait depuis 1964 celles des Clayes-sous-Bois et qui réfère à Pierre Guichet, directeur général adjoint de CII, et qui est promu en septembre 1972 directeur d'une nouvelle division : « petits ordinateurs et applications spécialisées » (DPOAS), qui n'existait pas encore fin 1966 au début du Plan Calcul.
Le volume de production est important pour l'époque, un millier d'exemplaires. Le succès de ce mini-ordinateur encourage les machines encore plus petites : le T1600, qui comme le Mitra 15 est installé dans 29 lycées lors du premier plan d'informatisation. Destiné lui aussi à l'automatisation d'expériences scientifiques, microprogrammé à mémoire à tores de ferrite, il a un volume de 3 m3. La Télémécanique le remplace par le SOLAR 16, conçu en 1973 par l'équipe franco-américaine de Jesse T. Quatse, vedette du SICOB de septembre 1975. Avec une centaine de millions de francs sur les calculateurs industriels, il atteint le 2e rang mondial en mini-ordinateurs, faisant même jeu égal en Europe avec les PDP-11 de Digital Equipment (DEC).
Parallèlement, l'Institut national de la recherche agronomique commande le premier micro-ordinateur de l'histoire, en juin 1972, au bureau d'études français R2E, dirigé par André Truong  pour un système de mesure et de calcul de l'évapotranspiration des sols. Axé sur le microprocesseur Intel 8008, présenté en avril 1972 par Intel mais sans pouvoir le livrer au Datapoint 2200, le Micral est lui livré en janvier 1973, beaucoup plus léger et moins cher que le mini-ordinateur PDP-8, de Digital Equipment, entré en Bourse en août 1966.
L'usine de Toulouse de la CII sera cédée en 1975-1976 à la SEMS, filiale de Thomson, qui l'obtient, en compensation de la perte de son droit de contrôle de la CII-HB, laissée à la CGE, lors de sa fusion avec Honeywell, « organisée dans un amoncellement hétéroclite ». Thomson s'associe au même moment à la Télémécanique et son Solar.
Les deux produits coexisteront à la SEMS, la fabrication des Mitra 15 étant transférée à Crolles, où est produit aussi le Solar (ordinateur). Son prédécesseur le T1600 était produit tout près, à Échirolles, ses cartes à Carros (Alpes maritimes) et l'assemblage effectué à Crolles (Isère).
Cette gamme se retrouve en compétition avec le Level-6, rebaptisé Mini 6, fabriqué sous licence Honeywell par CII-HB, à Brighton et à Angers pour les circuits, tandis que l'assemblage sera transféré en 1981 à Joué-lès-Tours.
Pour assurer une continuité technologique au Mitra 15 et au Solar, la SEMS maintient des équipes d'ingénieurs à Louveciennes, à deux pas celles de l'IRIA et de la CII à Roquencourt.
L'actionnaire américain de la CII est critiqué pour avoir soutenu son Level-6 contre le Mitra 15 et le Solar 16, qui perce sur le marché mondial. Devenu « parent pauvre », le Mitra manque alors de crédit et son développement s'asphyxie. Au total 8 000 exemplaires du Mitra 15 seront fabriqués contre 16 000 pour le Solar 16 (ordinateur), arrivé plus tard sur le marché, dans une période de plus forte croissance, et dopé par le marché de la réalisation du réseau de contrôle aérien Chinois. En 1978, CII Honeywell-Bull finalise l'achat du Micral.
La fusion des équipes de Télémécanique avec celles de Thomson modifie les orientations stratégiques, d'autant que la visibilité sur la concurrence avec les mini-ordinateurs de CCI HB est assombrie. Elle provoque le départ de nombreux ingénieurs qui avaient développé le Solar dans les deux usines de Grenoble, et seront à l'origine de créations d'entreprises contribuant au démarrage de la ZIRST.
Parallèlement, le réseau commercial du nouveau groupe issue de la fusion (CCI HB) limita les ventes des Mitra à la continuation des affaires entamées avant la fusion, le marché de « process control » n'ayant guère été pénétré en France par le DPS-6.

### Une stratégie basée sur les partenariats internationaux et l'innovation
À sa création, la CII doit se distinguer sur des marchés où IBM et Control Data l'attendent de pied ferme. Elle joue de la crainte que le monopole d'IBM inspire dans les pays socialistes et en voie de développement, pour y profiter de la vague d'investissements des années 1960. Et elle passe très tôt avec Control Data des accords de partenariats.

#### La stratégie d'innovation
Créée en 1966 de toutes pièces à partir de petites sociétés, la CII investissait encore, six ans après sa création, 20 % de ses ventes en études, contre 6 % à 7 % pour la concurrente Bull L'État ne subventionneant qu'une partie de cet effort, la CII doit trouver très tôt des recettes.
La CII commença par fabriquer, comme la CAE dont elle hérite, des ordinateurs américains sous licence: le Sigma 7, de SDS, qui deviendra le CII 10070, et son petit frère Sigma 2, rebaptisé CII 10020. 
Afin de s'assurer au moins quelques revenus commerciaux, elle doit commercialiser une version Iris 50, correspondant au milieu de la gamme 360 d'IBM, qui a alors un quasi-monopole. Le système d'exploitation du CII 10070 est ainsi utilisé, mais remanié, pour l'adapter aux applications de gestion, en y ajoutant une structure favorisant les transferts d’information entre la mémoire principale et l’environnement extérieur, afin, éviter l’étranglement du débit des informations au niveau des accès en mémoire. 
Ce système d'exploitation Siris 7, sera vendu le 30 octobre 1970 à Scientific Data Systems,.
La CII investit dans la version suivante avec le travail de l'équipe de Jean Ichbiah et Claude Boulle, en incluant des fonctions de routage, par la couche logicielle Transiris : il devient Siris 8, utilisé avec un processeur (1971), puis deux (1974).
Dès 1971, la CII a ainsi développé ses propres modèles, conçus pour les nouveaux besoins scientifiques : Mitra 15 (plus tard en versions 115 et 215), Iris 50 (plus tard en Iris 45 et Iris 60) et Iris 80.
La CII a développé des langages innovants (ADA et projet SFER) et investi très tôt dans les réseaux informatiques à distance. Une première démonstration, en 1968, relie le Sicob de La Défense au siège d'EDF à Clamart. Elle a contribué, par ses mini-ordinateurs et sa coopération technique à la réalisation du réseau Cyclades, basé sur la technologie du datagramme, hébergé à l'IRIA. En novembre 1973, la première démonstration du réseau Cyclades relie trois ordinateurs en réseau, deux Mitra 15 de la CII en région parisienne et un IBM 360 à l'IMAG de Grenoble. 
En 1975, ce réseau connecte 25 ordinateurs des principaux centres de recherche français partenaires mais aussi de Rome et Londres. La CII a participé à l'expansion du réseau Cyclades et développé sa propre  Distributed System Architecture qui aura ensuite pour concurrentes Decnet, de DEC, et de la SNA d'IBM.

#### La stratégie internationale
En 1968 et 1969, deux jeunes ingénieurs de la CII, Gérard Deloche et Michel Elie, reçoivent des bourses du Comité de recherche en informatique pour étudier à l'université de Californie à Los Angeles (UCLA), où ils sont les deux seuls européens membres du Network Working Group, créé en 1968 pour concevoir les premiers protocoles de l'Arpanet.
Michel Elie, qui a participé à la première liaison Arpanet en 1969, est chargé de développer à la CII la New Network Architecture, créée en 1970. Elle deviendra la Distributed System Architecture, appelée aussi « DSA-ISO », car reconnue en 1978 par les instances internationales pour constituer le nouveau Modèle OSI, l'un des ancêtres d'Internet, avec Arpanet.
Dans les pays de l'Est, la CII a réalisé « une percée estimée à un milliard de francs » en 1974. L'Iris 50 a été construit sous licence en Roumanie, à partir de 1968, en tant que Felix C256, et livré à Cuba, la Chine et la Corée du Nord. Des coopérations importantes ont été signées avec la Russie, l'Algérie et le Chili de Salvador Allende.
Dès 1970, la CII a un développement suffisant pour se rapprocher d'autres constructeurs européens : l'anglais ICL, né en 1968 de la fusion de plusieurs constructeurs, dont International Computers and Tabulators (ICT) est sollicité. En novembre 1970, un accord est trouvé, qui associe aussi Control Data : c'est le consortium « Multinational Data », basé à Bruxelles, qui renonce cependant à aller trop loin, Control Data craignant qu'IBM ne s'en serve contre lui dans le cadre de leur conflit juridique.
Entre 1969 et 1973, Siemens et Philips déposent un grand nombre de brevets dans le domaine des semiconducteurs et se rapprochent de la CII. En janvier 1972, c'est Siemens qui a sollicité la CII, suivi par Philips. Tous trois forment le consortium Unidata, créé pour mieux concurrencer IBM en Europe. Siemens exigeant la compatibilité IBM pour les nouveaux développements, CII sacrifie ses systèmes d'exploitation. Unidata souhaite alors devenir un « Airbus de l'informatique. »
En 1975, le gouvernement de Valéry Giscard d'Estaing, confronté au premier choc pétrolier et à la pression d'un des deux actionnaires de la CII, Ambroise Roux, pdg de la Compagnie générale d'électricité, se retira d'Unidata.
En 1973, la CII a 8 000 employés et une production honorable en qualité et quantité, mais insuffisante pour la rentabiliser. Les actionnaires refusent toute augmentation de capital, pourtant trop faible par rapport à ses actifs industriels.
En 1973, Siemens abandonne à la CII ses agences commerciales en France, CII fait de même en Allemagne et chacun commence à étudier sa machine de milieu de gamme pour la CII. L'accord prévoit de définir en commun une gamme de machines micro-programmées, compatibles avec les IRIS de la CII, les 4004 de Siemens et les machines IBM, et de partager les frais d'études.
Philips, le constructeur hollandais, offre de prendre sa part au capital d'Unidata et d'apporter un modèle bas de gamme. La proposition est difficile à refuser car le gouvernement français se veut sincèrement européen. L'inconvénient est qu'il faut rallonger les microprogrammes d'une quatrième variante, compatible avec la famille Philips P1000.
Philips prépare sans attendre la construction en Belgique de sa future version d'Unidata, avec des circuits Philips et un logiciel Siemens, puis commence à commercialiser ses petites machines de bureau, incompatibles, avec une étiquette Unidata, jugée tout à fait abusive.
La création d'Unidata prévoit une augmentation de capital, via la CII, que l'un de ses deux principaux actionnaires, la CGE, refuse, car Siemens et Philips lui semble un adversaire dans l'activité qui l'intéresse le plus, le téléphone.
« Dès son élection en 1974, Valéry Giscard d'Estaing supprime la Délégation à l'informatique qui soutenait Cyclades », et la remplace par une administration « défendant clairement les machines d'Honeywell Bull contre celles de CII qui équipaient Cyclades » 
.
Les conseillers de Valéry Giscard d'Estaing poussaient à ce qu'Unidata soit cassé, sous la pression de lobbies effectuant  du marchandage de projets, du marchandage de crédits, ce qui met en colère les Allemands de Siemens qui avaient même fermé leurs filiales informatiques. Entre-temps, l'intervention d'un troisième participant, Philips, plus désireux de profiter du sigle que de respecter des spécifications, a affaibli Unidata.
Puis Louis Pouzin reçoit une lettre d’André Danzin, son supérieur; directeur de l’IRIA, qui me disait « qu’il ne fallait plus que je m’occupe de réseaux », car il « avait ordre d’écrire cela de la part du ministère de l’Industrie ». Louis Pouzin a cependant continué à faire fonctionner Cyclades sans aucun support, ni budget, jusque vers 1978, avec des bénévoles et différentes équipes de recherche qui se servaient du réseau.
La même année, il fit absorber la CII par Bull-Honeywell, constituant CII Honeywell-Bull, contre l'avis du PDG de la CII Michel Barré et de l'un des actionnaires, Thomson, qui se rallie ensuite au choix imposé. Les développements Unidata sont stoppés, alors que le consortium a 13,2 % des ventes d'ordinateurs européens en 1973, et 9,8 % du parc européen.

### L'évolution des ventes, des bénéfices, des subventions et des effectifs
| Année | Salariés | Chiffre d'affaires |
| ----- | -------- | ------------------ |
| 1967  | 3 200    | 264 millions       |
| 1968  | 4 000    | 285 millions       |
| 1969  | 4 500    | 367 millions       |
| 1970  | 5 000    | 509 millions       |
| 1971  | 5 500    | 655 millions       |
| 1972  | 7 500    | 800 millions       |
| 1973  | 8 600    | 1,2 milliard,.     |
| 1974  |          | 1,35 milliard      |
| 1976  | 18 651,  | NC                 |
| 1977  | 18 043,  | 3,7898 milliards   |
| 1978  | 18 262   | 4,45 milliards     |

Partie du constat que dans électronique américaine, le gouvernement finance 85 % des dépenses de recherche et développement et absorbe 50% des produits, la croissance de la CII est très rapide pendant ses trois premières années d'existence, puis atteint un rythme annuel moyen « de près de 30 % » entre 1969 et 1974, « conforme à ce qui était prévue par le plan », avec un chiffre d'affaires quintuplé, passant de 370 millions à 1,35 milliard de francs entre 1970 et 1974, ses effectifs se contentant de « doubler dans le même temps » pour atteindre 9000 salariés.
Le 25 septembre 1968, l'un de ses ingénieurs présente l'Iris 50 pouvant être utilisé « aussi bien en calcul scientifique qu'en gestion, ou qu'en application industrielle dans les usines » dans l'émission de télé Eurêka. En cinq ans, les effectifs sont multipliés par 2,5 et les ventes par 3,5. Le marché progresse avec elle: les calculateurs électroniques pèseront 42 % de la production française de biens d’équipement électroniques en 1970, prévoit en 1969 Pierre Audoin, secrétaire général de la DGI, pour qui le plan Calcul, après avoir a joué le rôle d’un «détonateur » dans l'électronique française, prévoit « un réseau automatique et commutable pour la transmission des données » entre ordinateurs des administrations et entreprises françaises, des systèmes électroniques dans le domaine médical et l'aide électronique à l’enseignement. Pierre Audoin propose aussi de substituer des critères économiques aux traditionnels critères purement financiers dans la passation des marchés publics, qui « encouragent la dispersion » entre « un nombre important d’entreprises » alors que cette approche est taxée de « nationalisme outrancier et autarcique » sur le mode du « Buy American Act ».
La part de la CII dans les ordinateurs installés en France dépasse 10% en 1973 contre 8,5 % en 1972 et 7,5% en 1971. Son chiffre d'affaires atteint 1,2 milliard de francs en 1973,, créant des besoins de financement car tous les ordinateurs sur le marché à l'époque étaient loués. Une augmentation de capital très modeste est donc souscrite en 1973, représentant 2,7% de ce chiffre d'affaires, soit 30 millions de francs, et une seconde, de 35 millions de francs doit l'être en 1974, mais en février la « querelle entre ses deux principaux actionnaires » fait que la CGE refuse de  souscrire, l'affaire aboutissant à une émission d'obligations convertibles de 20 millions de francs.
Michel Barré, président de la CII a déclaré en janvier qu'il « discute » avec le britannique ICL pour l'intégrer au consortium Unidata et a précisé que « tôt ou tard » le consortium « accueillera un ou des amis américains ». Un bref communiqué interministériel du 14 février déclare alors que l'élargissement « devra se faire en priorité en direction des constructeurs européens » et seulement ensuite on « pourra à la rigueur s'entendre » avec des américains.
En 1976, après la fusion avec Honeywell, ce dernier obtient du gouvernement un relèvement important de la subvention annuelle versée à la CII-HB, qui emploie alors plus de 18 000 personnes, dont 13 770 en France. De 1977 à 1980, les subventions totalisent 812 millions de francs, pour des bénéfices cumulés de 724 millions.
L'année 1980 voit un nouvel actionnaire, Saint-Gobain, demander un relèvement du dividende, la part du résultat net distribuée montant à 40 % puis à 50 %, « affaiblissant sérieusement la trésorerie de la société. » La forte croissance bute sur un os, en 1980, lorsque l'entreprise ne parvient plus à faire face à la demande du Mini 6. Au moment où elle investit 50 % de plus que l'année précédente, l'apport net de ses bailleurs de fonds (état et actionnaires) est devenu négatif. L'effectif dépasse 20 000 personnes, en hausse de seulement 12 % en cinq ans alors que le chiffre d'affaires a doublé et les parts de marché augmenté, avec une croissance moyenne de 19 % par an contre 15 % pour le marché et 12 % pour IBM.
Cependant, manquant de fonds propres, la société est « prise à la gorge par le financement ». Ne parvenant pas à faire face à la demande de Mini 6, car l'usine d'Angers est sous-dimensionnée, la CII-HB est contrainte de passer une provision d'un demi-milliard de francs, avec la révision de tous les DPS 7, ainsi que d'autres, pour risques et pour restructurations, de 400 millions de francs. Ces provisions se traduisent par une perte nette de 1,44 milliard de francs et, l'année suivante une dotation au capital du même montant.
| Année                                           | 1977           | 1978           | 1979           | 1980           | 1982           |
| ----------------------------------------------- | -------------- | -------------- | -------------- | -------------- | -------------- |
| Salariés                                        | 18 043         | 18 262         | 19 054         | 20 267         | 21 864         |
| Chiffre d'affaires                              | 3,78 milliards | 4,46 milliards | 5,13 milliards | 6,10 milliards | 7,35 milliards |
| Cash flow                                       | 660 millions   | 791 millions   | 780 millions   | 812 millions   | NC             |
| Investissements                                 | 750 millions   | 921 millions   | 968 millions   | 1,399 milliard | NC             |
| Subvention                                      | 460 millions   | 212 millions   | 110 millions   | 20 millions    | Non versée     |
| Résultat net                                    | 144 millions   | 190,4 millions | 210 millions   | 180 millions   | –1,44 milliard |
| Résultat net moins subvention (en % des ventes) | –8,3 %         | –0,71 %        | 1,9 %          | 2,62 %         | –19 %          |
| Dividendes                                      | 54 millions    | 40 millions    | 58 millions    | 63 millions    | Aucun          |
| Apport des actionnaires                         | 104 millions   | 100 millions   | 101 millions   | Aucun          | NC             |
| Apport des actionnaires (moins dividendes)      | 60 millions    | 60 millions    | 43 millions    | –63 millions   | NC             |

## PDG successifs
- Jacques Maillet (1967-1969)
- Michel Barré (1969-1975)
- Jean-Pierre Brulé (1975-1981)
- Maxime Bonnet (1981-1982)
- Jacques Stern (1982-1989)
- Francis Lorentz (1989-1992)

## Dates clefs
- 1964 : la CAE déménage dans l’usine toute neuve des Clayes-sous-Bois
- 1964 : offensive de l'IBM 360: s'adjuge 20 % du parc total en cinq mois[54]
- décembre 1964 : Bull affiche 205,7 millions de francs de pertes en deux ans
- décembre 1964, le Washington Post révèle que JFK a, dès le printemps 1963, et à la demande du Pentagone, écarté une commande de Control Data 6600 par le CEA
- 1966 : la CAE produit sous licence le Sigma 7 de l'entreprise américaine SDS, rebaptisé ensuite CII 10070
- décembre 1966 : création de la CII
- septembre 1967 : Thomson absorbe la CSF
- 23 septembre 1969 : l'Iris 80 et sa fonctionnalité réseau Transiris présentés à la presse.
- juin 1969 : le capital de la CII profondément remanié, désormais détenu à 70 % par Fininfor, holding commun Thomson-CSF et la CGE[54]
- 29 octobre 1969 : première liaison Arpanet, dans la salle de calcul du département informatique de l'université de Los Angeles sur un CII 10070[55].
- novembre 1970 : création de Multinational Data, avec l'anglais ICL et l'américain Control Data
- décembre 1970, le Network Working Group d'Arpanet invente le  NCP, protocole de communication
- janvier 1971[56]: Michel Elie, revenu à Paris, décrit le projet Arpanet lors d’une réunion organisée par la Délégation générale à l'informatique. Son responsable Maurice Allègre embauche[57] Louis Pouzin et cinq autres ingénieurs pour lancer une version française, le réseau Cyclades, hébergé un an plus tard par l’IRIA[58].
- 1971 : Michel Elie chargé de créer une New Network Architecture à la CII
- 28 janvier 1972 : accord entre CII et Siemens pour fonder un consortium, nommé plus tard Unidata
- février 1972 : candidature de Philips pour rejoindre Unidata
- 6 septembre 1972 : Philips rejoint officiellement le consortium
- 4 juillet 1973 : création officielle d'Unidata
- 1973 : premières démonstration Cyclades, reliant les locaux de Rocquencourt à un laboratoire de Grenoble et ceux de l'Inria[59]
- 2 octobre 1974 : cinq mois après son élection, Valéry Giscard d'Estaing supprime la Délégation générale à l'informatique[54]
- fin 1974 : le gouvernement français négocie directement avec Bull, Michel Barré, patron de la CII n'est pas invité[54]
- 20 mai 1975 : fusion de CII avec Honeywell-Bull, la France se retire d'Unidata
- 1976 : la New Network Architecture rebaptisée DSA